# Прва лига Југославије у кошарци 1969/70.
Прва лига Југославије у кошарци 1969/70. је било 26. првенство СФРЈ у кошарци. Титулу је освојила Олимпија.

## Табела
|     | Тим                 | Игр. | Поб. | Нер. | П+   | П-   | Бод     |
| --- | ------------------- | ---- | ---- | ---- | ---- | ---- | ------- |
| 1.  | Олимпија            | 22   | 18   | 4    | 2137 | 1761 | 36      |
| 2.  | Црвена звезда       | 22   | 17   | 5    | 1951 | 1750 | 34      |
| 3.  | Југопластика        | 22   | 17   | 5    | 1913 | 1671 | 34      |
| 4.  | Локомотива Загреб   | 22   | 14   | 8    | 1984 | 1890 | 36      |
| 5.  | ОКК Београд         | 22   | 14   | 8    | 1720 | 1653 | 28      |
| 6.  | Задар               | 22   | 10   | 12   | 1704 | 1754 | 20      |
| 7.  | Работнички          | 22   | 10   | 12   | 1673 | 1631 | 19 (-1) |
| 8.  | Борац Чачак         | 22   | 9    | 13   | 1734 | 1827 | 18      |
| 9.  | Партизан            | 22   | 8    | 14   | 1751 | 1752 | 16      |
| 10. | Жељезничар Карловац | 22   | 8    | 14   | 1632 | 1660 | 30      |
| 11. | Раднички Београд    | 22   | 7    | 15   | 1780 | 1775 | 14      |
| 12. | Марибор 66          | 22   | 0    | 22   | 1446 | 2292 | 0       |

## Састав шампиона
| Екипа    | Играчи | Тренер      |
| -------- | --- | ----------- |
| Олимпија | Андреј Остерц, Марко Гвардијанцић, Витал Еиселт, Борут Басин, Јоже Фишер, Петер Мартер, Јуре Божић, Павле Поланец, Душан Вербић, Винко Јеловац, Дарко Хочевар, Ђуро Лемаић, Иво Данеу, Емил Логар, Аљоша Жорга | Милан Тошић |